# الیگرو
الیگرو (انگلیسی: Allegro) شرکت تجارت الکترونیک لهستانی است، که در سال ۱۹۹۹ تأسیس شد.